# Изнасын
Изнасын (также изнасен, изнассен, бени изнасен, бени снассен, изнасын-уараин, западнорифский язык, западный тарифит) — язык зенетской группы северноберберской ветви берберо-ливийской семьи. Распространён на крайнем северо-востоке Марокко в берберской языковой области по соседству с ареалами рифского языка и ряда берберских языков западных районов Алжира, граничащих с Марокко. Численность говорящих — около 100 000 тысяч человек (2013).
Культурный центр берберов-носителей языка изнасын — город Беркан.

## Классификация
Согласно классификации, опубликованной в справочнике языков «Ethnologue», изнасын, определяемый как диалект рифского языка или, возможно, самостоятельный язык, включается в подгруппу риф зенетской группы. Маартен Коссманн также включает изнасын (бени изнасен) в рифскую подгруппу (эта классификация представлена, в частности, на сайте Glottolog).
Британский лингвист Роджер Бленч относит язык изнасын (изнасен) к подгруппе мзаб-уаргла. В работе С. А. Бурлак и С. А. Старостина «Сравнительно-историческое языкознание» изнасын вместе с языком снус включены в тлемсенско-восточномарокканскую подгруппу.
Язык, или диалект, изнасын близок диалекту уараин (бени-уараин), распространённому на самом севере Среднего Атласа к югу от Эр-Рифа — к югу и вокруг города Таза. В классификации Ю. Б. Корякова оба диалекта объединены в язык изнасын-уараин (изнасынско-уараинский).